# Теура-Ноуе
Теура-Ноуе (рум. Tăura Nouă) — село у Синжерейському районі Молдови. Входить до складу комуни, адміністративним центром якої є село Теура-Веке.

## Населення
За даними перепису населення 2004 року у селі проживали 253 особи.
Національний склад населення села:
| Національність | Кількість осіб | Відсоток |
| -------------- | -------------- | -------- |
| українці       | 127            | 50,2%    |
| молдавани      | 122            | 48,2%    |
| росіяни        | 4              | 1,6%     |
| Всього         | 253            | 100%     |